# 杏 (女優)
杏（あん、1986年〈昭和61年〉4月14日 - ）は、日本の女優、ファッションモデル、YouTuber。本名および旧芸名、渡辺 杏（わたなべ あん）。
東京都渋谷区出身。サンミュージックブレーン、ボン・イマージュを経て、トップコート所属（2008年から）。
青山学院幼稚園、青山学院初等部、青山学院中等部卒業。堀越高等学校に進学したものの、高校1年時に大学入学資格検定に合格し、高校は中退している。
父は俳優の渡辺謙。兄は同じく俳優の渡辺大。

## 来歴
15歳から集英社『non-no』専属モデルとして活動。2005年からルイ・ヴィトンなどのメゾンでパリプレタポルテコレクションに出演したことがある。『News Week誌』の2006年「世界が尊敬する日本人100人」に選ばれた。
2008年1月号から『Oggi』（小学館）の専属モデル、2012年夏以降は『25ans』（ハースト婦人画報社）の表紙モデルに起用された。2015年5月号を以って『25ans』の表紙モデルを卒業した。
2007年、『天国と地獄』（テレビ朝日系）で女優デビュー。2009年にはNHK大河ドラマ『天地人』に出演し、さらに7月クールの『華麗なるスパイ』（日本テレビ系）で民放の連続ドラマに初出演した。以降は『サムライ・ハイスクール』（日本テレビ系）、『ジョーカー 許されざる捜査官』（フジテレビ系）に出演した。2011年4月クールの『名前をなくした女神』（フジテレビ系）で、連続ドラマに初主演した。
2010年11月にはラブソング・カバー・アルバム『LIGHTS』を発売し、長年の夢であったというミュージシャンとしての音楽活動も行う。
2012年、日本テレビ系の『ぐるぐるナインティナイン』のコーナー「グルメチキンレース・ゴチになります!13」の新メンバーとして初めてバラエティ番組のレギュラーとなった。しかし、成績が振るわず自腹支払金額のランキングにより12月27日の放送でゴチメンバーのクビが決定した。散り際（去るとき）の曲はアン・ルイスの「グッド・バイ・マイ・ラブ」だった。
2013年秋から2014年春のNHK連続テレビ小説『ごちそうさん』にオーディションなしで主演に抜擢された。

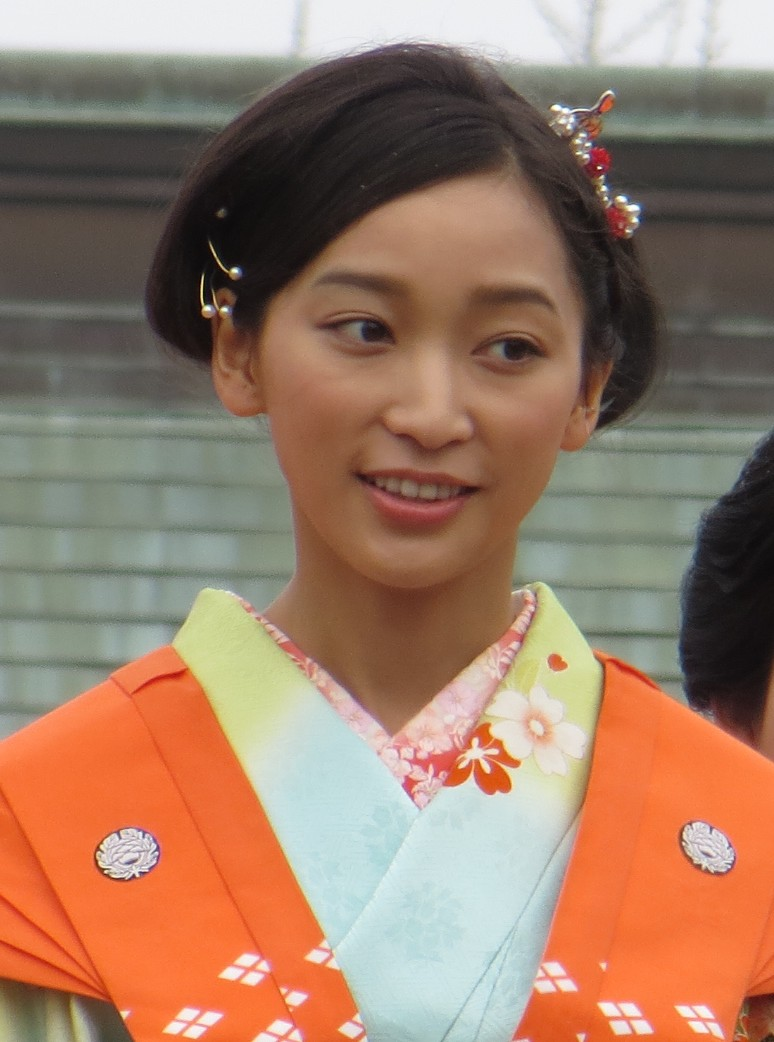
成田山大阪別院明王院の節分祭（2014年）

2014年4月クールの『花咲舞が黙ってない』（日本テレビ系）に主演し、2015年7月クールでは続編が放送されるなど杏の代表作の1つとなった。
2015年1月クールの『デート〜恋とはどんなものかしら〜』でフジテレビ系月9ドラマ初主演・ヒロイン役を務める。また、同年9月28日にはスペシャル版『デート〜恋とはどんなものかしら〜2015夏 秘湯』が放送された。
2015年9月7日に発売した『Precious』（小学館）10月号より新・表紙キャラクターに抜擢された。同号の発売は杏がかつて活動したニューヨークにて撮影が行われた。同誌の高橋木綿子編集長は、杏を「圧倒的な美麗オーラ」と語っている。
2016年11月11日公開の『オケ老人!』で映画初主演。撮影に入る半年以上前から人生初のヴァイオリンを練習し、通常なら2 - 3年かかる基本的なボウイング（弓の扱い）など演奏の基礎をわずか1か月で習得した。
2021年11月14日に、公式InstagramとYouTubeチャンネル「杏／anne　TOKYO」を開設する。
2022年7月、国連WFP親善大使に就任。
2022年8月28日、自身のYouTubeチャンネル「杏／anne　TOKYO」で父・渡辺謙との親子共演の動画が公開され、3人の子供とフランスに移住することを発表した。日本とフランスに2つの家を持つ形となる。現在はトップコートに所属したまま、フランスに拠点を置いて、日本と行き来しながら活動している。
2025年3月27日、自身のYouTubeチャンネルで、ドラマ『BLOOD & SWEAT』撮影のため、家族で3ヶ月間フィンランドに短期移住することを報告した。

## 人物
- モデル活動を始めたばかりの頃は父が渡辺謙であることは明かさず、2003年4月までは当時の本名で活動していた。

- 兄の渡辺大が新晋一郎（旧芸名）だった時、雑誌『non-no』にて共演[いつ?]したことがある。

- 2008年に結婚した兄・渡辺大の第1子の名付け親は杏である[16]。

- 2015年1月1日、『ごちそうさん』で夫婦役で共演した東出昌大と結婚[17]。同年10月4日、愛宕神社（東京都港区）で結婚式を行った[18]。

- 2016年5月16日、第1子・第2子となる双子の女児を出産[19]。さらに2017年11月上旬、第3子となる男児を出産[20]。

- 2020年8月1日、杏と東出の双方の連名により所属事務所を通じて離婚を発表[21]。杏が親権を持ち、以降は子供達の親として協力し合う関係を築きたいとした[22]。

- 2022年に行われ、350人が投票に参加した「トップコート所属の好きな俳優・女優ベスト5！」では2位を獲得した[23]。

### 趣味・特技・嗜好
- 小学生の頃は男の子に混じって目黒のリトルリーグに所属していた。阪神ファンである父とは対照的に巨人ファンで、東京ドームと阪神甲子園球場で始球式を務めた経験がある[24]。

- 幼稚園時代から絵やイラストを描くのが好きだったという。テレビドラマ『華麗なるスパイ』の収録中、自発的に「カレスパ通信」と題した漫画を描いていた。一部が番組公式ブログで紹介されている[25]。

- 日本語の他に英語を話す。英語は独学で、音楽鑑賞が趣味ということもあり、好きな曲の歌詞を勉強に使ったという[26]。パリ・コレクションに出演するために、パリに数か月間ホームステイしていたことがあり、日常会話程度のフランス語もこなす[27]。かつてフランスで活躍した画家、藤田嗣治を尊敬する人物の一人に挙げている[28]。

- 常に本を持ち歩いており、年間120冊程読破するほどの読書好きである[29]。特に歴史本を好んで読み、忘れられない一冊に『雷桜』を挙げている[30]。尊敬する歴史上の人物は新選組の永倉新八。いわゆる歴女で[31]、主な関心対象は戦国時代から幕末にかけての時代。歴史好きになったのは、渡辺多恵子の漫画『風光る』を読んだことがきっかけ。歴史本を読むばかりでなく、休みの日には史跡や神社仏閣めぐりに出歩くことも多い[32][33]。2009年、ユーキャン新語・流行語大賞で「歴女」がトップ10入りし、杏はその受賞者となった[34]。また、大の漫画好きでもあり、2016年（第20回[35]）から2020年（第24回[36]）まで手塚治虫文化賞（朝日新聞社主催）の社外選考委員を務めていた。

- 江戸時代の浮世絵やおちょこを蒐集している。また、将来の夢の一つに東海道五十三次を踏破することを挙げている[30]。

- 「好きな食べ物は?」の質問に「薬味」と答えるほど香味野菜を好んで食べる。特にネギが大好きでネギの専門誌を愛読。木綿豆腐一丁に浅葱を1把刻んで乗せたり、焼肉を食べる時ネギをご飯の要領で食べる。そのためか風邪をひいたことがほとんどないという。寿司屋に行けば必ずネギトロを食べる[30][37]。

- ドラマ『クロハ 〜機捜の女性捜査官〜』（テレビ朝日）で射撃大会でも優勝した経験を持つ刑事役を演じるにあたり、2014年秋に狩猟の免許を取得[38]。「何より、私は鹿肉が好きなので、自分で獲って食べてみたいという思いがあります」と取材に応じている[39]。

- 趣味は読書の他に旅行、ゴルフ、登山を挙げている。国内の山を数日間縦走したり海外の山に登りに行ったりしている。ジグソーパズルが好きで、2023年にはスペインで行われた「世界ジグソーパズル選手権」に出場した[40]。

- 初めて買ったCDはスピッツの「ロビンソン」。

- 好きな音楽家は、椎名林檎[41]、鬼束ちひろ[42]、矢井田瞳[43]、山崎まさよし[44]、浜田真理子[45]、広瀬香美、斉藤和義など。中学生の頃、椎名に憧れて「歌っていいな」と思うようになった。

- 「何か楽器が弾けるようになりたい」と強く思うようになり「一番簡単そう」という理由でギターを始める。海外に行く際はマーティンのBackpackerという小型のギターを携行する[46]。また、映画『真夏の方程式』の撮影の際もギターを携行し、撮影の合間に海岸でギターを弾いていたと福山雅治が自らのラジオ番組で紹介していた[47]。

- 日本の消防本部にて救命講習を8時間にわたって受講して「上級救命技能認定証」（有効期限は3年）を取得しており、2024年に東京の消防庁にてその資格を更新した[48]。

### 交友
- デザイナーのアナ・スイとは個人的にも仲が良く、一緒に買い物に行くことがある。映画『映画 妖怪人間ベム』で共演した観月ありさともとても仲が良く一緒に食事にでかけるなどする。海外のコレクションで活躍するモデルのTAOや金原杏奈とも仲が良い。

- テレビドラマ『キルトの家』（NHK）で共演し夫婦役を演じた三浦貴大とは、子供の頃から家族ぐるみの付き合いがあり、幼馴染である[49]。

- 他には映画『真夏の方程式』で共演した吉高由里子とも仲が良く、互いに「由里ちゃん」「杏ちゃん」と呼び合っている[50]。

- 映画『オケ老人!』で共演した黒島結菜とも交流があり、2〜3か月に一度は会う間柄である。黒島の家族とも会ったことがあるほど親交が深い[51]。

## 出演

### テレビドラマ
- 天国と地獄（2007年9月8日、テレビ朝日） - 刑事 役
- 大河ドラマ（NHK総合）
  - 天地人（2009年） - 愛姫 役
  - 平清盛（2012年） - 北条政子 役
- 華麗なるスパイ （2009年7月 - 9月、日本テレビ） - 平原三九 役
- サムライ・ハイスクール（2009年10月 - 12月、日本テレビ） - ヒロイン・永沢あい 役
- 泣かないと決めた日（2010年1月 - 3月、フジテレビ） - 立花万里香 役
  - 絶対泣かないと決めた日〜緊急スペシャル〜（2010年7月2日）
- 新参者 第1話（2010年4月18日、TBS） - 上川菜穂 役
- 僕がセレブと結婚した方法（2010年6月、NHKワンセグ2） - 柳田みずほ 役
- ジョーカー 許されざる捜査官（2010年7月 - 9月、フジテレビ） - ヒロイン・宮城あすか 役
- プロポーズ兄弟〜生まれ順別 男が結婚する方法〜（2011年2月21日 - 24日、フジテレビ） - ヒロイン・佐々木綾 役
- 名前をなくした女神（2011年4月 - 6月、フジテレビ） - 主演・秋山侑子 役
- タイムスクープハンター（NHK総合） - 古橋ミナミ 役
  - 0号「沢嶋雄一 真の姿とは!?」（2011年4月30日）
  - シーズン3（2011年5月 - 7月）
  - シーズン4（2012年4月 - 6月）
  - シーズン5（2013年4月 - 7月）
  - シーズン6（2014年4月 - 9月）
- 世にも奇妙な物語 21世紀 21年目の特別編「分身」（2011年5月14日、フジテレビ） - 田崎志保 役
- フィレンツェ・ラビリンス〜15世紀の私を探して（2011年9月24日、BSジャパン） - 主演・森下典子 役
- 妖怪人間ベム（2011年10月 - 12月、日本テレビ） - ベラ 役
- 最高の人生の終り方〜エンディングプランナー〜 第2話（2012年1月19日、TBS） - 谷沢怜奈 役
- 土曜ドラマスペシャル キルトの家（2012年1月28日・2月4日、NHK総合） - 南レモン 役
- 猫弁〜死体の身代金〜（2012年4月23日、TBS） - ヒロイン・大福亜子 役
  - 猫弁と透明人間（2013年4月22日）
- 宮部みゆき・4週連続 “極上”ミステリー 最終夜 レベル7（2012年5月28日、TBS） - ヒロイン・三好明恵 役
- 剣客商売（フジテレビ） - 佐々木三冬 役
  - 剣客商売 御老中暗殺（2012年8月24日）
  - 剣客商売 剣の誓約（2013年12月27日）
  - 剣客商売 鬼熊酒屋（2014年8月8日）
  - 剣客商売 陽炎の男（2015年9月11日）
- ホリック〜xxxHOLiC〜（2013年2月 - 4月、WOWOW） - 主演・壱原侑子 役
- 金曜ロードSHOW!特別ドラマ企画 リバース〜警視庁捜査一課チームZ〜（2013年4月5日、日本テレビ） - 主演・佐野希 役
- 幽かな彼女（2013年4月 - 6月、関西テレビ） - ヒロイン・アカネ 役
- 連続テレビ小説 ごちそうさん（2013年9月 - 2014年3月、NHK総合） - 主演・卯野め以子 役
  - ザ・プレミアム ごちそうさんっていわしたい!（2014年4月19日、NHK BSプレミアム）
- 花咲舞が黙ってない（第1シリーズ）（2014年4月 - 6月、日本テレビ） - 主演・花咲舞 役
  - 花咲舞が黙ってない（第2シリーズ）（2015年7月 - 9月）
- オリエント急行殺人事件（2015年1月11日 - 12日、フジテレビ） - 安藤伯爵夫人 役
- デート〜恋とはどんなものかしら〜（2015年1月 - 3月、フジテレビ） - 主演・藪下依子 役[52]
  - デート〜恋とはどんなものかしら〜2015夏 秘湯（2015年9月28日）[53]
- クロハ 〜機捜の女性捜査官〜（2015年2月23日、テレビ朝日） - 主演・クロハ / 黒葉佑 役
- 偽装不倫（2019年7月 - 9月）、日本テレビ） - 主演・濱鐘子 役[54]
- 世にも奇妙な物語 '20夏の特別編「燃えない親父」（2020年7月11日、フジテレビ） - 主演・松田春香 役[55]
- 日本沈没-希望のひと-（2021年10月10日 - 12月12日、TBS） - 椎名実梨 役[56]
- 競争の番人（2022年7月11日 - 9月19日、フジテレビ） - 主演・白熊楓 役（坂口健太郎とダブル主演）[57]
- BLOOD & SWEAT（2026年放送予定、WOWOW） - 主演[58]

### 映画
- 櫻の園（2008年11月8日、松竹） - 小笠原葵 役
- BANDAGE バンデイジ（2010年1月16日、東宝） - ミハル 役
- 婚前特急（2011年4月1日、ビターズエンド / ショウゲート） - 浜口トシコ 役
- 忍たま乱太郎（2011年7月23日、ワーナー・ブラザース映画） - 山本シナ（若） 役 ※中村玉緒と2人1役
- おかえり、はやぶさ（2012年3月10日、松竹） - 野村奈緒子 役
- 映画 妖怪人間ベム（2012年12月15日、東宝） - ベラ 役
- プラチナデータ（2013年3月16日、東宝） - 白鳥里沙 役
- 真夏の方程式（2013年6月29日、東宝） - 川畑成実 役
- 劇場版 タイムスクープハンター（2013年8月31日、ギャガ） - 古橋ミナミ 役
- 星ガ丘ワンダーランド（2016年3月5日、ファントム・フィルム） - 大林津奈子 役[59]
- オケ老人!（2016年11月11日、ファントム・フィルム） - 主演・小山千鶴 役[60]
- CUBE 一度入ったら、最後（2021年10月22日、松竹） - 甲斐麻子 役[61]
- とんび（2022年4月8日、KADOKAWA・イオンエンターテイメント） - 由美 役[62][63]
- 劇場版TOKYO MER〜走る緊急救命室〜（2023年4月28日、東宝） - 鴨居友 役[64][65]
- キングダム 運命の炎（2023年7月28日、東宝 / ソニー・ピクチャーズ エンタテインメント） - 紫夏 役[66]
- 翔んで埼玉 〜琵琶湖より愛をこめて〜（2023年11月23日、東映） - 桔梗魁 役[67]
- かくしごと（2024年6月7日、ハピネットファントム・スタジオ） - 主演・千紗子 役[68]
- 私たちの声「私の一週間」（2023年9月1日） - 主演[69]
- 劇映画 孤独のグルメ（2025年1月10日、東宝） - 松尾千秋 役[70]

### 舞台
- ファントム（2010年11月 - 12月） - クリスティーン・ダエー 役[71]

### Webドラマ
- 最愛のひと 〜The other side of 日本沈没〜 第8話（2021年、Paravi） - 椎名実梨 役（特別出演）

### ドキュメンタリー・情報番組
- めざましテレビ「早耳トレンドNo.1-早耳ムスメ」（2004年4月 - 2005年4月、フジテレビ）
- 日本テレビ開局55年記念特別番組『女たちの中国』（2008年7月21日、日本テレビ） - ナビゲーター
- easy sports（2009年1月12日 - 16日、テレビ朝日） ※ランナーとして出演。東品川をスタートし、旧東海道（北品川、南品川）を回る
- 週刊手塚治虫（2009年3月29日 - 10月19日、NHK-BS2） - レギュラー司会
- BS日テレ開局10周年特別番組 世界で勝負!グレートジャパニーズ（2010年3月28日、BS日テレ） - ナビゲーター
- Jブンガク（2010年3月30日 - 2012年3月29日、NHK教育）
- 極める!（2010年5月、NHK教育） - 「杏の戦国武将学」と題した番組でレポーターを務める
- 全駅停車!銀河鉄道999全部みせます（2010年8月9日 - 13日、NHK-BS2） - 進行役（メーテルのコスプレで出演）
- ホテル時間旅行〜クラシックホテル憧憬〜（2010年10月6日 - 2012年9月28日、BS日テレ） - ナレーション（兄の渡辺大と兄妹役で交互に担当した）
- 土曜プレミアム サイエンスミステリー2011 〜人体の秘密SP・見えざる禁断の世界〜（2011年1月29日、フジテレビ） - 進行役
- 衝撃速報!アカルイ☆ミライ（2012年4月22日 - 9月16日、MBS）
- 奇跡の美術館エルミタージュ・世紀の発見!2枚のダヴィンチ（2012年5月1日、日本テレビ） - ナビゲーター
- 杏が歩く!恋する東海道（2012年8月4日、BSジャパン）
- 杏のヒストリージャーニー ヘミングウェイが愛したキューバ（2013年3月9日、BS日テレ）
- 輝く女「杏」前編・後編（2013年9月25日・10月2日、NHK BSプレミアム）
- SWITCHインタビュー 達人達（2014年10月11日、NHK Eテレ） - 和田竜との対談
- NHKスペシャル「アジア巨大遺跡」 - 番組ナビゲーター
  - 第1集 カンボジア アンコール遺跡群〜密林に消えた巨大都市〜（2015年10月17日、NHK総合）
  - 第2集 ミャンマー バガン〜3000の遺跡群はなぜ生まれたのか〜（2015年10月18日、NHK総合）
- NHKドキュメンタリー 北アルプス ドローン大縦走（2017年8月11日、NHK総合） - ナレーション[72]
- 世界遺産（2017年10月1日 - 2024年3月24日、TBS） - ナレーター[73]
- NHK×東京国立博物館8K文化財プロジェクト「見たことのない文化財」 - ナビゲーター
  - 見たことのない文化財「遮光器土偶」（2021年3月20日、NHK BS8K）
  - 見たことのない文化財「洛中洛外図屏風 舟木本」（2021年3月20日、NHK BS8K）
  - 見たことのない文化財「百済観音」（2021年3月20日、NHK BS8K）

### 音楽番組
- 新堂本兄弟（2011年5月22日、フジテレビ、#470）[74][75]
- 2011 FNS歌謡祭（2011年12月7日、フジテレビ）[76]
- ミュージック・ポートレイト「コシノヒロコ×杏」（2012年4月13日・20日、NHK Eテレ） - 聞き手
- 第45回思い出のメロディー（2013年8月10日、NHK総合・ラジオ第1） - 司会
- NHK紅白歌合戦（2013年12月31日、NHK総合・ラジオ第1） - ゲスト審査員

### バラエティ番組
- ぐるぐるナインティナイン（2012年1月 - 12月、日本テレビ） - 『グルメチキンレース・ゴチになります!』パート13に、メンバーとして出演

### ラジオ
- BOOK BAR（2008年4月5日 - 2019年3月30日、J-WAVE） - ナビゲーター
- 杏のAnytime Andante（2011年10月9日 - 2015年9月27日、ニッポン放送） - パーソナリティ

### 吹き替え
- エクソダス:神と王（2015年1月30日公開、20世紀フォックス） - ツィポラ 役〈マリア・バルベルデ〉[77]
- グリンチ（2018年12月14日公開、東宝東和） - ドナ 役[78]
- アダムス・ファミリー（2020年9月25日公開、パルコ） - モーティシア・アダムス 役[79]
  - アダムス・ファミリー2 アメリカ横断旅行!（2022年1月公開）[80]

### アニメ映画
- 百日紅 〜Miss HOKUSAI〜（2015年5月9日、東京テアトル） - 主演・お栄 役[81]
- それいけ!アンパンマン かがやけ!クルンといのちの星（2018年6月30日公開、東京テアトル） - クルン 役[82]
- バースデー・ワンダーランド（2019年4月26日公開、ワーナー・ブラザース映画） - チィ 役[83]
- 鹿の王 ユナと約束の旅（2022年2月4日、東宝） - サエ 役[84]
- 窓ぎわのトットちゃん（2023年12月8日、東宝） - トットちゃんの母親 役[85]

### CM
- 不二家 LOOKチョコレート（2004年9月 - 11月）
- カルピス伊藤忠ミネラルウォーター エビアン（2006年4月 - ）
- 江崎グリコ
  - ウォータリングキスミントガム
  - ビスコ（2024年7月 - ）[86]
- 資生堂
  - TSUBAKI（2007年4月 - ）
  - MAQuillAGE（2007年7月 - 2008年12月）
  - サマーキャンペーン 夏ビジン（2008年）
  - ザ・コラーゲン（2010年5月 - ）[87]
  - AQUALABEL（2022年3月 - ）[88]
- 日本コカ・コーラ 爽健美茶（2008年2月 - ）
- ジョンソン・エンド・ジョンソン ワンデー アキュビュー ディファイン「瞳から、私が輝く」編（2008年）
- カシオ計算機 au EXILIMケータイW63CA（2008年）
- ハウスメイト（2009年12月 - ）
- アクサ生命保険（2010年5月 - ）
- 森永製菓 森永ミルクキャラメル（2010年10月 - ） テレビCMソング （槇原敬之『どんなときも。』カバー）
- 東京地下鉄（東京メトロ）（2011年5月 - 2012年）[89]
- アサヒフードアンドヘルスケア トルタ（2011年11月 - ）
- 富士重工業 インプレッサ（2011年12月1日 - ）
- 麒麟麦酒
  - キリンフリー（2012年3月 - ）
  - 本麒麟（2022年3月 - ）[90]
- 三菱電機
  - SMART QUALITY（2012年8月）
  - イメージキャラクター（2013年8月 - 2022年9月）[91]
- スズキ スイフト（2013年7月 - ）
- 宝酒造 松竹梅白壁蔵「澪」スパークリング清酒（2013年10月 - 2015年）[92]
- ロッテ キシリトールガム（2014年4月 - ）
- ライオン トップNANOX（2014年9月 - ）[93]
- ユニクロ（2014年9月 - ）[94]
- ザ・パークハウス 中之島タワー（2015年2月）[95]
- ユーキャン通信講座（2015年）[96][97][98][99]
- スピッツ 『CYCLE HIT 1991-2017 Spitz Complete Single Collection』（2017年6月）
- Spotify Spotify Premium（2018年4月 - ）[100]
- ザ・パークハウス福岡タワーズ（2018年 - ）
- ACジャパン（2022年）※ナレーション
- 第一三共ヘルスケア カロナールA（2024年4月 - ）[101]
- 近鉄グループ「わたしは、奈良派。」（2024年10月 - ）[102]

### その他
- 「ビクター・甲子園ポスター」キャンペーン（2002年）
- JAPAN国際コンテンツフェスティバル イメージキャラクター（2008年 - 2010年）
- ユニクロ 「UNIQLO COLLECTION TOKYO」WOMEN イメージキャラクター（2009年）
- ガラスの仮面 名台詞カルタ付録CD（2012年） - 姫川亜弓 役

### ミュージック・ビデオ
- HOME MADE 家族 「おぼえてる。」（2008年）
- アンジェラ・アキ 「手紙 〜拝啓 十五の君へ〜」（2008年）
- 中島美嘉 「流れ星」（2009年）
- アンジェラ・アキ 「始まりのバラード」（2011年）

## 主なショー
パリ・コレクション（2006年初出演）
- Louis Vuitton
- ツモリチサト
- Victor Rolf

ニューヨーク・コレクション
- ANNA SUI
- Marc Jacobs
- Vivienne Tam

ミラノ・コレクション
- Maurizio Pecoraro
- AIGNER
- Antonio Maras

東京コレクション
- Yuki Torii
- Hiromichi Nakano
- Dress Camp

## ディスコグラフィ
配信限定シングル
- 翼をください（2022年10月14日、ソニー・ミュージックレーベルズ）

アルバム
- LIGHTS（2010年11月10日、エピックレコードジャパン）
- 愛をあなたに（2012年4月25日、エピックレコードジャパン）

## 書籍
- 杏のふむふむ（2012年6月、筑摩書房） - エッセイ集。『Webちくま』連載（2009年7月 - 2011年7月）および書き下ろし。
  - 後日談と文庫版のあとがき、および解説を加えて、ちくま文庫より刊行（2015年1月）。 解説は村上春樹が担当。
- 往復書簡、今どこですか?（2013年2月、新潮社） - エッセイ集。小澤征良との共著。
- 杏の気分ほろほろ（2016年10月、朝日新聞出版）- エッセイ集。『朝日新聞デジタル』連載（2013年1月- 2016年7月）。
  - 文庫版のあとがき、および解説を加えて、朝日文庫より刊行（2019年1月）。 解説は森下佳子が担当。
- BOOK BAR お好みの本、あります。（2018年2月、新潮社） - ラジオ番組『BOOK BAR』で紹介した書籍を厳選してまとめた書評集。大倉眞一郎との共著。

### 写真集
- IRODORI （撮影：蜷川実花、2007年4月、角川マガジンズ）

## 受賞
- 第49回FEC（日本ファッションエディターズクラブ）インターナショナル・モデル・オブ・ザ・イヤー賞（2005年）
- VOGUE NIPPON Women of the Year 2006受賞（2006年）
- ELLE STYLE AWARDS 2007 MODEL OF THE YEAR受賞（2007年）
- 第25回ベストジーニスト協議会選出部門受賞（2008年）
- 「BVLGARI Brilliant Dream Award 2009」受賞（2009年）
- 第64回ザテレビジョンドラマアカデミー賞 助演女優賞（2010年、『泣かないと決めた日』）[103][104]
- 第71回ザテレビジョンドラマアカデミー賞 助演女優賞（2012年、『妖怪人間ベム』）[105][106]
- エランドール新人賞受賞（2012年）[107]
- 東京ドラマアウォード2012 助演女優賞（2012年、『妖怪人間ベム』）
- 第80回ザテレビジョンドラマアカデミー賞 主演女優賞（2014年、『ごちそうさん』）[108][109]
- 第24回TV-LIFE年間ドラマ大賞 主演女優賞（2014年、『ごちそうさん』『花咲舞が黙ってない』）[110]
- 第23回橋田賞新人賞（2015年）[111]
- 第84回ザテレビジョンドラマアカデミー賞 主演女優賞（2015年、『デート～恋とはどんなものかしら～』）[112]
- 第52回ギャラクシー賞テレビ部門個人賞（2014年度、『花咲舞が黙ってない』『クロハ～機捜の女性捜査官～』『デート～恋とはどんなものかしら～』の演技）[113][114]
- 第48回ベストドレッサー賞【芸能部門】（2019年）[115]

## その他
- フィリピン親善大使（2006年2月 - ）
- 国連WFP親善大使（2022年7月 - ）[11]